# Dennis Rogan
Pour les articles homonymes, voir Rogan.
Dennis Robert David Rogan, baron Rogan (né le 30 juin 1942), est un homme politique du parti unioniste d'Ulster en Irlande du Nord qui est président du parti de 2004 à 2006.

## Biographie
Il est créé pair à vie en tant que baron Rogan, de Lower Iveagh dans le comté de Down, le 16 juillet 1999 et est considéré comme le chef de l'UUP chez les Lords.
Lord Rogan est le fils de Robert et Florence Rogan.
Il est fondateur et directeur général de Dennis Rogan &amp; Associates - Carpet Yarn Brokers, fondateur et président d'Associated Processors Ltd - Jute Processors, président de Stakeholder Communications Ltd, président d'Events Management Ltd et vice-président de Independent News & Media (NI) Ltd.
Il est membre du Conseil Consultatif International de l'Independent News & Media, Patron de l'Association Somme et « Ami » de l'Armée du salut. Lord Rogan est colonel honoraire du 40e régiment de transmissions (Ulster) jusqu'à sa dissolution en 2010.
Lord Rogan soutient la sortie de la Grande-Bretagne de l'Union européenne.